# Karl August Bühler
Pour les articles homonymes, voir Bühler.
Karl August Bühler (né le 26 février 1904 à Ottenheim et mort le 7 janvier 1984 à Lörrach) est un homme politique allemand de la CDU . 

## Biographie
Après avoir obtenu son diplôme d'études secondaires à Lahr/Schwarzwald, Bühler étudie la théologie protestante à Tübingen et Heidelberg et rejoint le service paroissial de l'Église protestante de Bade en 1927. Le 1er février 1928, il devient pasteur à Oepfershausen. En 1933, Bühler est brièvement arrêté pour des raisons politiques. À partir de 1943, il sert comme soldat. 
Après 1945, Bühler continue d'abord à être pasteur en Thuringe. Après son arrestation en 1948, il s'enfuit en Allemagne de l'Ouest en 1949 et devient pasteur à Schallbach. 

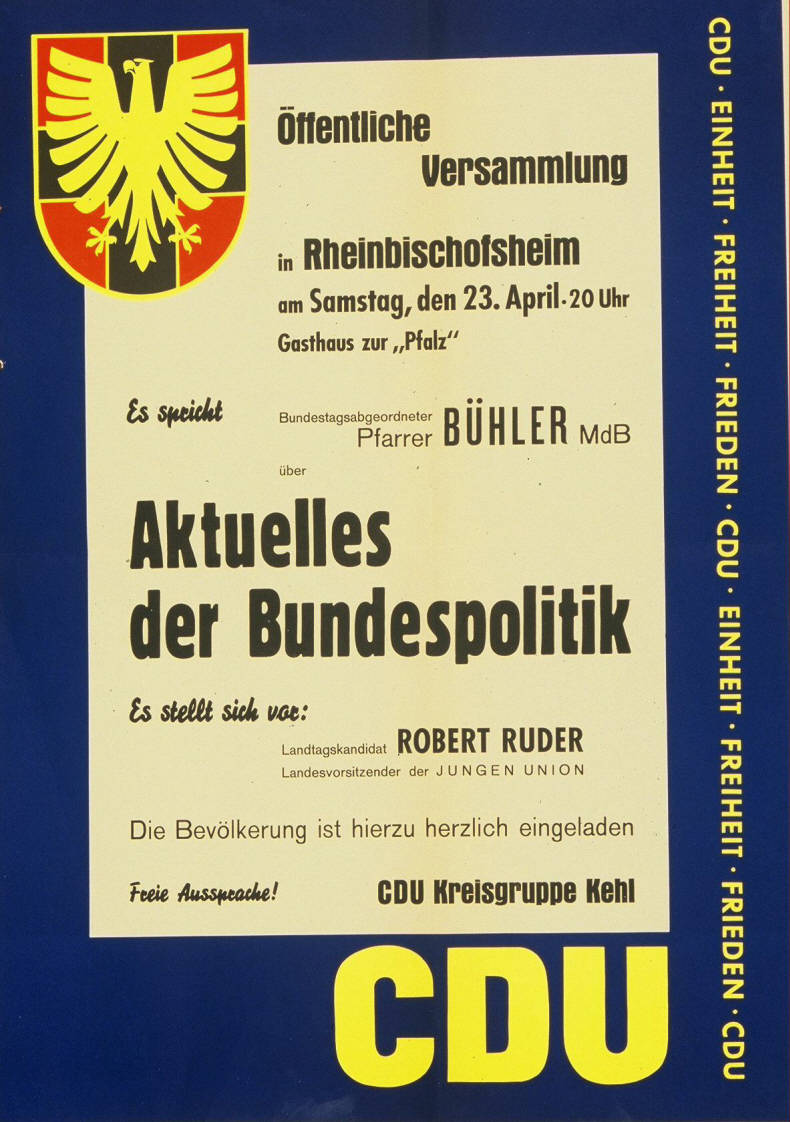
Affiche électorale de la CDU Kehl pour les élections régionales de 1960 en Bade-Wurtemberg, le candidat de l'État est Robert Ruder

## Parti
Bühler participe à la création de la CDU en Thuringe. Après son évasion, il devient membre de la CDU de Bade, où il est vice-président de la CDU et président du groupe de travail protestant. 

## Parlementaire
À partir de 1956, Bühler est membre du Landtag de Bade-Wurtemberg. Le 12 janvier 1958, il démissionne. Son successeur est Franz Dietsche. De 1957 à 1969, il est député du Bundestag. De 1965 à 1969, il est président du conseil consultatif des bibliothèques du Bundestag. De 1965 à 1971, il est membre du conseil municipal de Weiler. 